# Wellsburg (New York)
Pour les articles homonymes, voir Wellsburg.
Wellsburg est un village située dans le comté de Chemung, dans l' État de New York, aux États-Unis,. En 2010, il comptait une population de 580 habitants, estimée au 1er juillet 2016 à 536 habitants.

## Démographie
Lors du recensement de 2010, le village comptait une population de 580 habitants. Elle est estimée, en 2016, à 536 habitants.